# Phyllachora nuttalliana
Phyllachora nuttalliana är en svampart som beskrevs av Fairm. 1923. Phyllachora nuttalliana ingår i släktet Phyllachora och familjen Phyllachoraceae.   Inga underarter finns listade i Catalogue of Life.